# Дуглас, Джордж, 13-й граф Мортон
Джордж Дуглас, 13-й граф Мортон (англ. George Douglas, 13th Earl of Morton; 1662 — 4 января 1738) — шотландский дворянин, военный и политик. Он был известен как  Достопочтенный Джордж Дуглас  с 1681 по 1730 год.

## Происхождение
Родился в 1662 году. Младший (третий) сын Джеймса Дугласа, 10-го графа Мортона (? — 1686), и Энн Хэй (? — 1700), дочери сэра Джеймса Хэя, 1-го баронета.

## Карьера
В 1685 году его обвинили в убийстве, когда он убил своего противника в бою, оскорбив его честь. Суд последовал заявлениям Дугласа об акте самообороны и оправдал его.
Затем он продолжил военную карьеру и в 1685 году вступил в шотландскую армию в звании лейтенанта шотландского гвардейского полка. В 1688 году он был произведён в капитан-поручики. В 1692 году он стал капитаном полка шотландских драгун Каннингема. В 1703 году он был произведён в бревет-подполковники, в 1703 году — в майоры, а в 1709 году — в бревет-полковники. В 1709 году он окончательно оставил действительную армейскую службу.
Он заседал в Палате общин Великобритании от Ланарк-Берс (1708—1713, 1715—1722) и Оркнейских и Шетландских островов (1713—1715, 1722—1730).
22 января 1730 года после смерти своего холостого старшего брата, Роберта Дугласа, 12-го графа Мортона (1661—1730), Джордж Дуглас унаследовал титул 13-го графа Мортона (Пэрство Шотландии). С 1730 по 1738 год — один из шотландских пэров-представителей в Палате лордов Великобритании. Он также был вице-адмиралом Шотландии в 1733—1738 годах.
Лорд-лейтенант Оркнейских островов в 1725—1738 годах, полковник британской армии.

## Семья
Дуглас был женат дважды. От первого брака с дочерью Александра Мюрхеда из Линхауса у него был сын, который умер в младенчестве. В вторым браком он женился на Фрэнсис Эддерли, дочери Уильяма Эддерли. У супругов было трое сыновей:
- Джеймс Дуглас, 14-й граф Мортон  (1709 — 12 октября 1768), старший сын и преемник отца.
- Достопочтенный Уильям Дуглас, умер в детстве
- Полковник Достопочтенный Роберт Дуглас (? — 30 апреля 1745).

Лорд Мортон скончался в январе 1738 года. Ему наследовал его старший сын Джеймс Дуглас, 14-й граф Мортон.